# Partido Comunista del Pueblo Canario
El Partido Comunista del Pueblo Canario (PCPC) es una formación política comunista de ámbito autonómico canario. El PCPC cuenta con un espacio cultural en la ciudad de Las Palmas de Gran Canaria llamado Ateneo Popular Jiribilla y en la ciudad de La Laguna otro denominado Ateneo Popular Azucena Roja, vinculado a la Fundación Obrera de Investigación y Cultura. 
El PCPC mantiene estrechos lazos con el histórico Sindicato Obrero Canario, denominado Frente Sindical Obrero de Canarias (FSOC) en la isla de Gran Canaria y Alternativa Sindical Obrera Canaria (Alternativa SOC) en la isla de Tenerife.

## Objetivos
El PCPC aspira a ser el partido de la clase obrera y del pueblo canario. Tiene como perspectiva estratégica la transformación revolucionaria de la sociedad que de lugar a una nueva formación social. Para esto, se propone acompañar el proceso de toma del poder político que, en el contexto de agotamiento del capitalismo que vive el archipiélago canario y el mundo, lideraría la clase obrera en Canarias, como sujeto central en alianza con otros sectores populares.
Para la consecución de estos objetivos, el PCPC apuesta por la unidad de todas las luchas y la conformación de un nuevo bloque histórico contrahegemónico que no consistiría sólo en una política de alianzas de clases o un frente nominativo de partidos políticos, sino una articulación del bloque nacional-popular canario, así como de los elementos superestructurales y estructurales (El Frente Obrero y Popular por el Socialismo en Canarias). 
El PCPC propone un programa de gobierno democrático-popular en torno al cual generar dinámicas de organización obrera y popular, encaminadas a la conformación de una alianza social de todos los sectores sociales afectados por el desarrollo capitalista, desde las luchas concretas y para desplegar la oposición comunista también en el Parlamento:
- Un nuevo modelo de democracia obrera y popular. Derogación inmediata de todas las ordenanzas municipales limitativas del derecho de reunión, manifestación expresión. Creación de consejos de participación popular y de trabajadores que generen mecanismos efectivos de intervención en la decisión de los presupuestos públicos, y de control y seguimiento. Plena revocabilidad de cargos públicos. Creación de medios públicos de comunicación no partidistas.
- Plan de emergencia para las familias trabajadoras, programas de empleo público y planes de choque ante situaciones de desabastecimiento y pobreza. Creación de parques públicos de vivienda, fomento del alquiler social y de la autoconstrucción. Rebaja del IBI en la vivienda habitual, gratuidad en las familias con una sola vivienda, incremento del 100% en la segunda vivienda. Impulso de las moratorias en el pago de hipotecas y suministros básicos. Becas para material escolar, comedores populares de gestión vecinal, gratuidad del transporte público, etc.
- Cancelación de la deuda e incremento del ingreso público. Revisión al alza de la fiscalidad sobre empresas. Reversión al sector público de todos los servicios privatizados. Equiparación de los trabajadores de los mismos a las condiciones de los empleados públicos, gestión a través de consejos de trabajadores y de participación popular. Fin de las ayudas directas o indirectas a grandes empresas, cancelación de todos los conciertos educativos, sanitarios, etc.
- Incumplimiento a las medidas fiscales, legislativas o administrativas derivadas de la normativa de la UE. Desvinculación unilateral de la OTAN y la UE. Denuncia del TTIP y sus consecuencias.
- Planes de choque para el empleo juvenil. Derogación de todos los mecanismos de fomento del empleo juvenil basados en rebajas fiscales a las empresas. Universidad gratuita y universal. Acceso a la vivienda para jóvenes.
- Comités de Unidad Popular para la organización de comedores populares y medidas de carácter urgente en los barrios.
- Modelo energético sostenible con el delicado ecosistema canario.
- Desmilitarización de Canarias. Estatuto de Neutralidad para Canarias y declaración del archipiélago como Plataforma de Paz.
- Construcción nacional de Canarias, subordinada a la estrategia de construcción de la unidad revolucionaria de la clase obrera. Reconocimiento del libre ejercicio del derecho de autodeterminación. Lucha contra el "insularismo", eliminación de la división provincial, declaración de la ZEE de 200 millas, REF para las rentas del trabajo, articulación de la administración y de todos los servicios públicos a nivel nacional canario.
- Lucha contra el patriarcado y doble opresión de la mujer. Asunción estatal de los cuidados.

El PCPC concurre a las elecciones no para gestionar el capitalismo con reformas, tomar el poder por esta vía o para la aplicación de este programa por el actual estado, sino para señalar los límites del parlamentarismo y situar las propuestas tendentes a reformar la organización obrera y popular al margen de las instituciones.

## Historia

### Primeros años (1984-1988)
El PCPC nace en 1984, entre sus miembros fundadores destacan Fernando Sagaseta y Andrés Alvarado Janina. Surge a partir de las Células Comunistas, que conformaron la histórica coalición política Unión del Pueblo Canario. En 1986 tomó parte activa en la campaña por el «no» en el referéndum sobre la OTAN. Ese mismo año el PCPC contribuiría a la creación de la coalición Izquierda Canaria Unida (ICU), primer referente que tuvo Izquierda Unida (IU) en las islas, de la que forma parte hasta 1988. En 2012 el Partido Revolucionario de los Comunistas Canarios (PRCC) se integra al PCPC.

### Actualidad
En las elecciones autonómicas, insulares y municipales de 2023, el PCPC conformó una coalición electoral con la federación de partidos soberanistas Ahora Canarias, con pretensión de superar el marco de lo estrictamente electoral y avanzar en la construcción del bloque nacional-popular canario en las que las fuerzas políticas y sociales del pueblo y la clase obrera canaria conformen una estrategia de unidad de acción para, en una crisis de poder, superar la actual formación socio-histórica. Para las elecciones generales de 2023, el PCPC revalidó la alianza con Ahora Canarias.
En la actualidad, el PCPC participa en diversos frentes: en el movimiento vecinal (en la Asamblea en Defensa de Nuestra Tierra, el Comité Popular por la Casa del Niño o la Plataforma Contra el Puerto de Granadilla), en el movimiento de solidaridad internacional y antiimperialismo (como la Plataforma Bolivariana de Canarias o el Comité AntiOTAN), en el movimiento por la memoria histórica y la República (el Comité Popular por la Exhumación de la Fosa Común del Cementerio de Las Palmas y la Junta Republicana de Canarias), en el movimiento feminista (la Plataforma 8 de Marzo) o en el movimiento estudiantil (la Coordinadora de Estudiantes en Lucha de Tenerife). El PCPC tiene presencia en las islas de Gran Canaria, Tenerife, Fuerteventura y La Palma.  
Desde el año 2009, el PCPC organiza una manifestación todos los años por los principales barrios obreros de Las Palmas de Gran Canaria. En la  denominada Marcha Obrera participan diversos colectivos de trabajadores que se encuentran en conflictos laborales.

## Publicaciones
Su órgano de expresión histórico de ámbito canario es el periódico Brega, además de las publicaciones estatales del PCPE, el periódico bisemanal Unidad y Lucha, la editorial del mismo nombre y la revista política Propuesta Comunista'.'  Además, el PCPC emite en Radio Guiniguada el programa Estrella Roja de emisión semanal y conducido por Carmelo Suárez.

## Personalidades destacadas
- Fernando Sagaseta, conocido abogado, ajedrecista y político canario, miembro del Comité Central y del Comité Ejecutivo del PCPE.
- Agustín Millares Sall, poeta canario, fue militante del PCPC durante un periodo de su vida.
- Andrés Alvarado Janina, luchador vecinal, protagonista de la Guerra del Agua y concejal del Ayuntamiento de Las Palmas, miembro del Comité Central del PCPE.[13]
- Carmelo Suárez, luchador vecinal y sindicalista canario, actual Secretario General del PCPE desde 2002.

## Resultados electorales

### Generales
| Comicios  | Resultados en Canarias            | Resultados en Canarias | Resultados en Canarias | Resultados en Canarias | Resultados en Canarias | Resultados en Canarias | Resultados en Canarias | Resultados en Canarias |
| Comicios  | Candidatura                       | Cabeza de lista        | Votos Congreso         | %                      | Diputados              | Votos Senado           | %                      | Senadores              |
| --------- | --------------------------------- | ---------------------- | ---------------------- | ---------------------- | ---------------------- | ---------------------- | ---------------------- | ---------------------- |
| 1986      | Coalición Izquierda Canaria Unida |                        | 28.820                 | 4,31                   | 0/350                  | 61.599                 |                        | 0/266                  |
| 1989      | PCPC                              | Carmelo Suárez         | 1.500                  | 0,22                   | 0/350                  | -                      |                        | 0/266                  |
| 1993      | PCPC                              | Carmelo Suárez         | 884                    | 0,11                   | 0/350                  | 901                    |                        | 0/266                  |
| 1996      | PCPC                              | Carmelo Suárez         | 1.180                  | 0,14                   | 0/350                  | 2.398                  |                        | 0/266                  |
| 2000      | PCPC                              | Carmelo Suárez         | 1.408                  | 0,17                   | 0/350                  | 2.048                  |                        | 0/266                  |
| 2004      | PCPC                              | Carmelo Suárez         | 1.592                  | 0,17                   | 0/350                  | 2.926                  |                        | 0/266                  |
| 2008      | PCPC                              | Eugenio Padilla        | 1.358                  | 0,14                   | 0/350                  | 2.352                  |                        | 0/266                  |
| 2011      | PCPE                              | Carmelo Suárez         | 2.305                  | 0,25                   | 0/350                  | 3.974                  |                        | 0/266                  |
| 2015      | PCPC                              | Carmelo Suárez         | 1.712                  | 0,17                   | 0/350                  | 3.058                  |                        | 0/266                  |
| 2016      | PCPC                              | Francisco Valverde     | 1.549                  | 0,16                   | 0/350                  | 2.967                  |                        | 0/266                  |
| 2019 (I)  | PCPC                              | Tatiana Delgado        | 1.486                  | 0,14                   | 0/350                  | 3.279                  |                        | 0/266                  |
| 2019 (II) | PCPC                              | Tatiana Delgado        | 1.192                  | 0,13                   | 0/350                  | 2.026                  |                        | 0/266                  |
| 2023      | Ahora Canarias - PCPC             | Carmelo Suárez         | 1.674                  | 0,16                   | 0/350                  | 3.461                  |                        | 0/266                  |

### Autonómicas
| Elecciones y fecha | Circunscripciones insulares | Circunscripciones insulares | Circunscripciones insulares | Circunscripción autonómica                                        | Circunscripción autonómica                                        | Circunscripción autonómica                                        |           |          |
| Elecciones y fecha | Votos                       | %                           | % +/-                       | Votos                                                             | %                                                                 | % +/-                                                             | Diputados | Posición |
| ------------------ | --------------------------- | --------------------------- | --------------------------- | ----------------------------------------------------------------- | ----------------------------------------------------------------- | ----------------------------------------------------------------- | --------- | -------- |
| 1987               | 40.837                      | 6,14                        |                             | *La circunscripción única se introduce en las elecciones de 2019. | *La circunscripción única se introduce en las elecciones de 2019. | *La circunscripción única se introduce en las elecciones de 2019. | 2/60      | 6º       |
| 1995               | 1.251                       | 0,16                        | 6,06                        | *La circunscripción única se introduce en las elecciones de 2019. | *La circunscripción única se introduce en las elecciones de 2019. | *La circunscripción única se introduce en las elecciones de 2019. | 0/60      |          |
| 1999               | -                           | -                           |                             | *La circunscripción única se introduce en las elecciones de 2019. | *La circunscripción única se introduce en las elecciones de 2019. | *La circunscripción única se introduce en las elecciones de 2019. | 0/60      |          |
| 2003               | 1.776                       | 0,19                        | 0,03                        | *La circunscripción única se introduce en las elecciones de 2019. | *La circunscripción única se introduce en las elecciones de 2019. | *La circunscripción única se introduce en las elecciones de 2019. | 0/60      |          |
| 2007               | 1.338                       | 0,14                        | 0,05                        | *La circunscripción única se introduce en las elecciones de 2019. | *La circunscripción única se introduce en las elecciones de 2019. | *La circunscripción única se introduce en las elecciones de 2019. | 0/60      |          |
| 2011               | 2.368                       | 0,26                        | 0,12                        | *La circunscripción única se introduce en las elecciones de 2019. | *La circunscripción única se introduce en las elecciones de 2019. | *La circunscripción única se introduce en las elecciones de 2019. | 0/60      |          |
| 2015               | 1.849                       | 0,20                        | 0,06                        | *La circunscripción única se introduce en las elecciones de 2019. | *La circunscripción única se introduce en las elecciones de 2019. | *La circunscripción única se introduce en las elecciones de 2019. | 0/60      |          |
| 2019               | 1.066                       | 0,12                        | 0,08                        | 1.175                                                             | 0,13                                                              |                                                                   | 0/70      |          |
| 2023               | 2.026                       | 0,23                        | 0,11                        | 2.045                                                             | 0,23                                                              | 0,10                                                              | 0/70      |          |

### Cabildos Insulares
| Elecciones y fechas | El Hierro | El Hierro | La Palma | La Palma | La Gomera | La Gomera | Tenerife | Tenerife | Gran Canaria | Gran Canaria | Fuerteventura | Fuerteventura | Lanzarote | Lanzarote | Total | Total |
| Elecciones y fechas | Votos     | %         | Votos    | %        | Votos     | %         | Votos    | %        | Votos        | %            | Votos         | %             | Votos     | %         | Votos | %     |
| ------------------- | --------- | --------- | -------- | -------- | --------- | --------- | -------- | -------- | ------------ | ------------ | ------------- | ------------- | --------- | --------- | ----- | ----- |
| 2007                | -         | -         | -        | -        | -         | -         | 581      | 0,13     | 725          | 0,19         | -             | -             | -         | -         | 1.306 | 0,14  |
| 2011                | -         | -         | -        | -        | -         | -         | 1.154    | 0,30     | 1.175        | 0,31         | -             | -             | -         | -         | 2.329 | 0,26  |
| 2015                | -         | -         | -        | -        | -         | -         | 949      | 0,25     | -            | -            | -             | -             | -         | -         | 949   | 0,11  |
| 2019                | -         | -         | -        | -        | -         | -         | 430      | 0,11     | 744          | 0,21         | -             | -             | -         | -         | 1.174 | 0,11  |
| 2023                | -         | -         | -        | -        | -         | -         | 881      | 0,22     | 1.305        | 0,35         | -             | -             | -         | -         | 2.186 |       |

### Municipales
| Elecciones y fechas (en Canarias) | Votos |
| --------------------------------- | ----- |
| 2007                              | 793   |
| 2011                              | 1.130 |
| 2015                              | 375   |
| 2019                              | 665   |
| 2023                              | 1.886 |

1. ↑  Dentro de ICU.
2. 1 2 3  Con Ahora Canarias